# Hronični bol
Hronični bol je neprijatno, individualno, subjektivno, senzorno i emocionalno iskustvo vezano za aktuelnu hroničnu bolest, najčešće nepoznate etiologije. Hronični bol, za razliku od akutnog, traje najmanje 3 meseca, što je duže, nego očekivano vreme za ozdravljenje tkivna i rezoluciju bolesti. Imajući u vidu da je bol individualan, subjektivan fenomen, pod hroničnim bolom treba smatrati sve ono što bolesnik saopšti da je za njega bol.
Svetska zdravstvena organizacija (SZO) u saradnji sa IASP (International Association for the Study of Pain) i EFIC (European Federation of IASP chapters), 2001. godine su usvojile Deklaraciju, kojom se otklanjanje bola promoviše kao osnovno ljudsko pravo. U Deklaraciji IASP-a i EFIC-a iz 2004. godine navodi se: akutni bol kao simptom tkivnog oštećenja, a hronični bol, kao bolest sama po sebi.
Samo se multimodalnim i multidisciplinarnim pristupom lečenju hroničnog bola može postići analgetički efekat i minimizirati neželjene posledice.

## Značaj i posledice
Značaj
Hronični bol, pored fizičkih patnji, prate i somatske i psihosocijalne posledice, zbog znalanog narušavanja kvalitet života bolesnika, koji pati od bola, ali i onih, koji zajedno žive u okruženju sa tim bolesnikom. Hronični bol, umanjuje fizičku aktivnost, obolele osobe i dovodi do slabljenja mišića, narušava funkciju zglobova, izaziva supresiju imunskog sistema i povećava sklonosti ka infekcijama, poremećajima sna i gubitak ili slabljenje apetita.
Posledice.
- Preterano korišćenje sistema zdravstvene zaštite (u zavisnosti od načina lečenja)
- Angažovanje porodice i drugih lica,
- Nesposobnost za rad i izolacija od društva,
- Sklonost ka samoubistvima zbog anksioznosti, straha, ogorčenje, frustracija, bespomoćnosti, depresije.[10][11]

Visoki materijalni troškovi zbog direktnih i indirektnih ekonomskih posledica hroničnog bola, grubo se izjednačavaju sa troškovima, lečenja malignih i srčanosudovnih bolesti (cene medikacije i zdravstvenih usluga, odsustvovanje sa posla, neproduktivnost na poslu, finansijski teret za porodicu i poslodavca).

## Etiologija
Smatra se da hronični bol predstavlja hroničnu bolest nervnog sistema, pri čemu senzitizacija ima ključnu ulogu u ispoljavanju hroničnog bola, naročito kada je bol izazvan lezijom nerva. Promene u nervnom sistemu, klinički se mogu ispoljiti kao:
- Povećan odgovor na bolni stimulus (hiperalgezija),
- Doživljaj bola na draži, koje normalno ne izazivaju bol (alodinija),
- Prolongiran bol posle prolazne bolne stimulacije (perzistentan bol),
- Širenje bola izvan regije povređenog tkiva (preneseni bol).[14]

## Patofiziologija
Dugotrajni, ponavljani i jaki bolni nadražaji mogu dovesti do reverzibilnih, a potom i ireverzibilnih promena u perifernom i centralnom nervnom sistemu, koje za posledicu imaju izmenjen odgovor nervnog sistema na bolni nadražaj: senzitizacija perifernih nociceptora i spontano generisanje nervnih impulsa u perifernim aferentnim nervnim vlaknimai i nastanak centralne senzitizacije. Centralna senzitizacija se ispoljava pojačanom aktivacijom neurona zadnjih rogova kičmene moždine, a ponavljana ili prolongirana aktivnost nociceptora uzrokuje povećanje frekvence aktivacije neurona i olakšanje transmisije bolnog nadražaja. Centralnu senzitizaciju prate i spontana aktivnosti neurona, smanjenje centralne inhibicije, aktivacija neurona, koji normalno reaguju samo na draži male jačine i proširenje receptivnog polja neurona. 
Najvažniju ulogu u procesu spinalne neuronalne hiperekscitabilnosti ima glutamat, ekscitatorna aminokiselina, koja aktivira NMDA (M-metil-D-aspartat) receptor. Neadekvatno lečen hronični bol prelazi u hronični bolni sindrom (HBS). 
Neuropatski bol je nenociceptivni, bol koji ne nastaje zbog aktivacije nociceptora, već je izazvan direktnom oštećenjem ili bolestima somatosenzornog sistema (postherpetička neuralgija, centralni bolni sindromi, bolna mononeuropatija izazvana povredom, bolna polineuropatija, sindrom kompleksnog regionalnog bola, postoperativni bolni sindromi).

## Hronični netumorski bol
Hronični netumorski bol, je onaj koji nije povezan sa tumorima (malignitetom) i ispoljava se kao nociceptivni (visceralni i somatski površni i duboki), nenociceptivni (neuropatski) i mešovit. 
Somatski bol
Somatski bola nastaje aktivacijom nociceptora mišića, tetiva, zglobova, fascija, kostiju. Lokalizovan je ili difuzan, tup, udružen sa refleksnim spazmom mišića i sistemskim autonomnim znacima.
Visceralni bol
Ova vrsta bola nastaje aktivacijom nociceptora unutrašnjih organa. On ima karakteristieke oštrog bola, ubodnog karaktera sa prenesenom lokalizacijom u određen dermatom i često je udružen sa mučninom, povraćanjem, preznojavanjem.
Neuropatski bol
Neuropatski bol je konstantan u vidu „žarenja“ ili intermitentan u vidu električnog udara.
Hronični netumorski bol može nastati tranzicijom akutnog u hronični ili je uzrokovan različitim hroničnim bolnim stanjima: osteoaartritis, lumbosakralni bol, miofascijalni bol, fibromialgija, glavobolje, centralni i periferni neuropatski bol (povrede kičmene moždine, CVI, multipla skleroza, periferne bolne neuropatije, fantomski bol, CRPS tip I i II), hronični bol u trbuhu (hronični pankreatit, iritabilni kolon). 

## Hronični tumorski bol
Tumorski bol (neki ga zovu i kancerski bol) javlja se u svim stadijumima maligne (tumorske) bolesti i kod 14% do 100% bolesnika, koji je sa karakteristikama hroničnog bola slabijeg intenziteta. U 25-30% bolesnika tumorski bol je jakog intenziteta. Ova vrsta bola izazvana je: 
- Direktnim dejstvom tumora (tumorskom infiltracijom ili kompresijom okolnih tkiva),
- Indirektnim dejstvom maligne bolesti (dekubitalnim ranama, virusnim infekcijama),
- Pridruženom nemalignom bolešću (dijabetesna polineuropatija, glavobolje, reumatoidni artritis),
- Antineoplastičnom terapijom.

## Terapija
Tarapjija hroničnog bola, kod većine bolesnika zahteva multidisciplinarni pristup terapeuta iz različitih struka, koji u toku lečenja moraju imati i multimodalni pristup koji je najčešće zasnovan ne primeni farmakoloških, i nefarmakoloških metoda.

### Farmakološki pristup lečenju hroničnog bola
Neopioidni analgetici su efikasni u terapiji blagog do umereno jakog hroničnog bola. Paracetamol je manje efikasan u odnosu na NSAIL. U odnosu na neselektivne NSAIL, koksibi smanjuju rizik od gastrointestinalnog krvarenja. 
Primena jakih opioida opravdana je u svim stadijumima maligne bolesti i indikovana jačinom bola: bol ≥ 5 (NRS, 0-10). Jaki opioidi mogu prema jačini bola biti indikovani i kod hroničnog nekancerskog bola ako drugi analgetički tretmani nisu bili zadovoljavajući.
Medikamentozno lečenje sa koanalgeticima: antidepresivi i antikonvulzivi, deo je multimodalne (balansirane) analgezije i prva linija za tretman neuropatskog bola. 

### Nefarmakološki pristup lečenju hroničnog bola
Fizikalne intervencije
Ovim oblicima terapije, najčešće se leče: fibromialgija, glavobolje, funkcionalni bolni sindrom, mada još nije potpuno izučeno koji tip fizikalne intervencije, intenzitet, trajanje i progresiju koju je potrebno primenjivati da bi se dobili optimalni učinci.
U nefarmakološkom pristupu lečenja hroničnog bola koriste različiti oblici fizičke energije (toplota, hladnoća, voda, pritisak, električna struja, elektromagnetno zračenje, zvuk), za lečenje hroničnog bola mišićno-zglobnog-koštanog porekla.
Komplementarne i alternativne intervencije
U lečenju bola primenjuju se i brojne nefarmakološke metode tradicionalne (komplementarne i alternativne) medicine, za čije principe nedostaju naučni dokazi, ali za koje postoji interesovanje kod bolesnika zbog njihovog viševekovnog praktičnog iskustva. U oblike tradicionalnog (komplementarnog) lečenje koje često služi kao dopunjujući oblik i primenjuje se npr akupunktura, kognitivno-bihevioralna terapija, itd. Alternativno lečenje nije dopunjujuće, već zamenjuje konvencionalno lečenje (homeopatska medicina).
Neurohirurške procedure
| Naziv procedure               | Karakteristike i način izvođenja neurohirurške procedure |
| ----------------------------- | --- |
| Periferna neurotomija         | - Metod se zasniva na presecanju nerava ili dorzalnih ganglija. - Metoda obično daje rezultate u trajanju od nekoliko meseci, a bol, koji kasnije nastaje ima karakteristike deaferentacionog bola i teže ga je lečiti, pa se ova metoda nekada mnogo korišćena (npr za lečenje trigeminalne neuralgije) sada manje primenjuje. - Indikovana je kod bolesnika koji imaju kratak period preživljavanja (npr bolesnici sa bolom zbog tumorske infiltracije nekog većeg nerva). |
| Kordotomija                   | - Danas se retko primenjuje i to uglavnom kod bolesnika sa tumorskim jednostranim bolom ispod pupka. - Izvodi se tako što se perkutanom (preko kože) ili otvorenom metodom, preseca lateralni spinotalamički trakt kičmene moždine. - U slučajevima kada bol zahvata i ruke, mora se uraditi kordotomija i na nivou vratnih segmenata kičmene moždine (C1-C2). |
| DREZ (Dorsal Root Entry Zone) | - DREZ je skraćenica za zonu, koja se nalazi na vrhu dorzalnih korenova sive mase medule (Dorsal Root Entry Zone). To je mesto u kome se vlakna, koja prenose bol u dorzalnim radiksima, spajaju sa interneuronom medule. Ukoliko se ova konekcija prekine (npr. zbog traumatske avulzije radiksa) veruje se da onda DREZ počinje da funkcioniše autonomno i da to generiše deaferentacioni bol. - Lezijom DREZ-a se u ovakvim slučajevima pokušava prekinuti ili smanjiti bol. - Lezija se najčešće izvodi termički (RF termolezija), ali se može izvesti i skalpelom, laserom, ili drugim metodama, ali one nemaju preciznost prve metode. - Najčešće indikacije su bolovi koji nastaju zbog: avulzione lezije plekusa brahijalisa, avulzione lezije u predelu konusa medule, zbog povrede kičmene moždine (leči najviše bol u dermatomima lezije) ili zbog siringomijelije. |

## Spoljašnje veze
|  | Molimo Vas, obratite pažnju na važno upozorenje u vezi sa temama iz oblasti medicine (zdravlja). |